# Gösta Gärdin
Gösta Gärdin (* 28. Mai 1923 in Linköping; † 12. Dezember 2015 ebenda) war ein schwedischer Armeeoffizier und Sportler, der im Modernen Fünfkampf aktiv war.

## Karriere
Gärdin, dessen Vater Oberst war, trat 1944 dem Schwedischen Heer bei und bekleidete zunächst den Rang eines Löjtnants.
1948 nahm an den Olympischen Spielen in London teil. Im Gesamtklassement belegte er am Ende hinter William Grut und George Moore den dritten Rang, womit er sich die Bronzemedaille sicherte. Im Jahr darauf wurde er mit der schwedischen Mannschaft Weltmeister.
1956 wurde er zum Kapten, 1962 zum Major befördert. Drei Jahre darauf erfolgte die Beförderung zum Överstelöjtnant, 1969 die zum Överste. Mit diesem Rang übernahm er außerdem die Leitung der Militärakademie in Karlberg, die er bis 1973 innehatte. 1976 beförderte ihn die Armee zum Överste 1. graden und ernannte ihn zum Inspektor der Artillerie, ein Amt, das er bis zu seinem Ruhestand 1983 ausübte.
Zwischen 1965 und 1969 war er Adjutant von König Gustav VI. Adolf und ab 1969 Chefadjutant. Zwischen 1972 und 1996 bekleidete er verschiedene Ämter bei der Fünfkampfsparte des schwedischen Militärsportverbandes. So war er 1976 und 1980 Delegationsleiter des schwedischen Pentathletenkaders bei den Olympischen Spielen. 1980 und 1981 war er im Vorstand des Conseil International du Sport Militaire sowie von 1984 bis 1996 im Vorstand des Schwedischen Olympischen Komitees.
Er war ab 1946 verheiratet.